# Marie Thérèse de Bourbon, prinsessan de Conti
Marie Thérèse de Bourbon, född 1 februari 1666, död 22 februari 1732, var en fransk prinsessa, prinsessa de Conti; gift 1688 med François Louis de Bourbon. Hon var 1697 titulärdrottning av Polen. 

## Biografi
Hon var dotter till Henrik III Jules av Bourbon och Anne Henriette av Bayern.
Marie Thérèse de Bourbon var ursprungligen menad att gifta sig med prins Emmanuel Philibert av Savojen, men detta blev aldrig av. Hon beskrivs som tyst, dygdig och religiös och fick stor sympati vid hovet eftersom hon var olyckligt förälskad i sin man, som hade förhållanden med både män och kvinnor och vanligen ignorerade henne. Hon hade inget gott förhållande till sina barn, men de försonades efter makens död. Hon var en kort tid år 1697 titulärdrottning av Polen; maken erbjöds Polens tron och reste till Polen, varefter hon stannade kvar vid det franska hovet, och under denna tid kallades makarna Polens kungapar i Versailles. Då maken hann fram till Polen hade dock en annan kandidat vunnit valet. Hon tillbringade sin mesta tid på familjen Contis egendomar. Som änka ägnade hon sig åt en del byggnadsverksamhet.